# 自我防衛

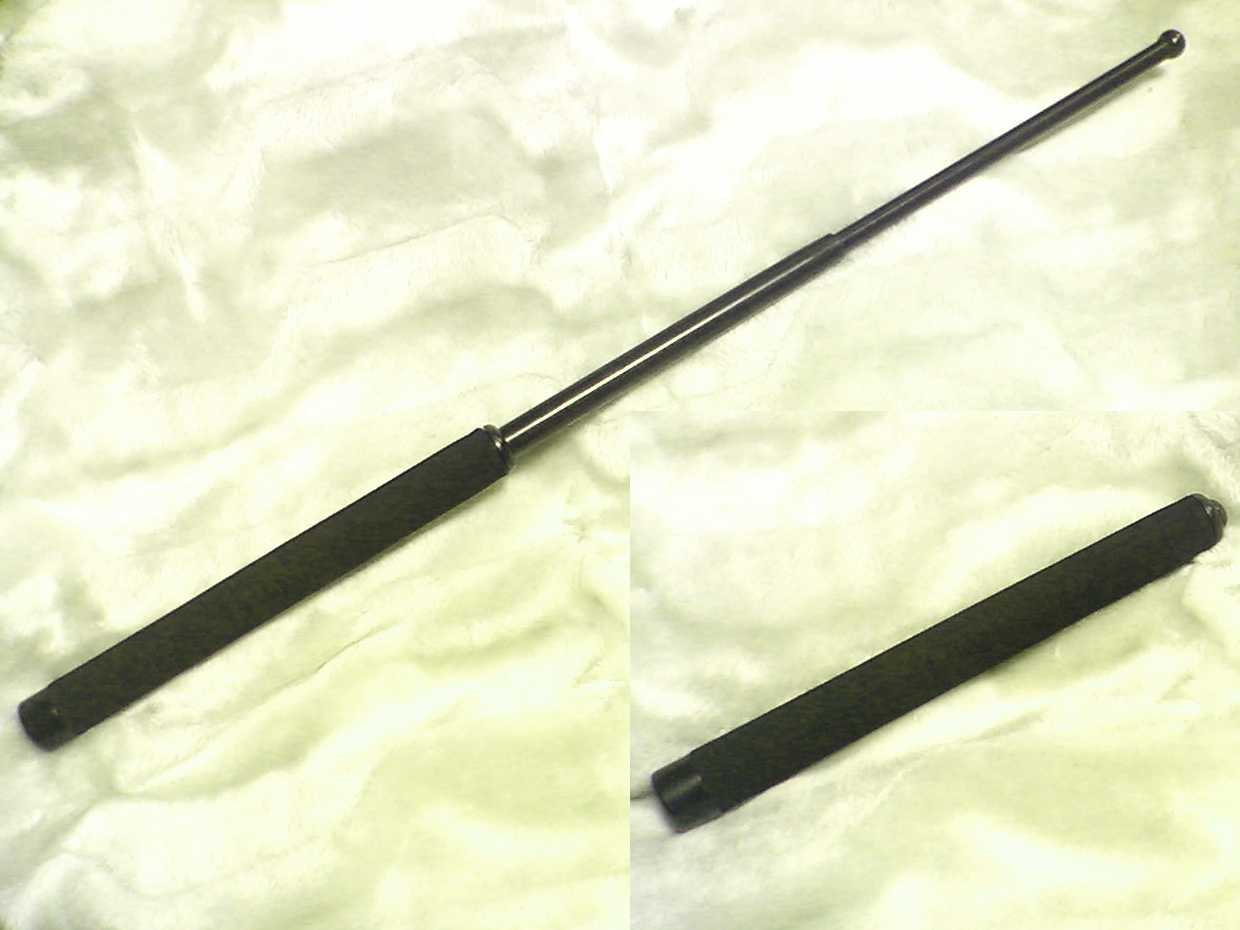
图中这种伸缩钢制安全棍在日本可向公众出售（摄于2009年）

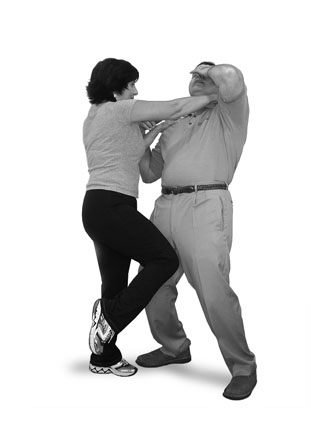

自我防卫（英語：self-defence/self-defense），简称自卫，是一种用于保护自身安全、健康和福祉免受伤害或侵犯的对策。许多不同国家的司法管辖区都认可自卫权的使用作为在危险情况下动用武力的法律根据。

## 肉体上

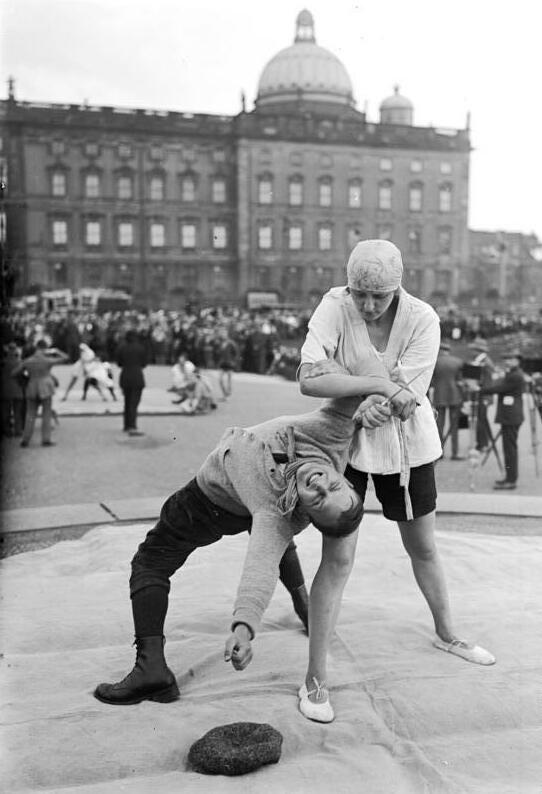
关于使用柔术来防御刀击的街头演示，1924年摄于柏林

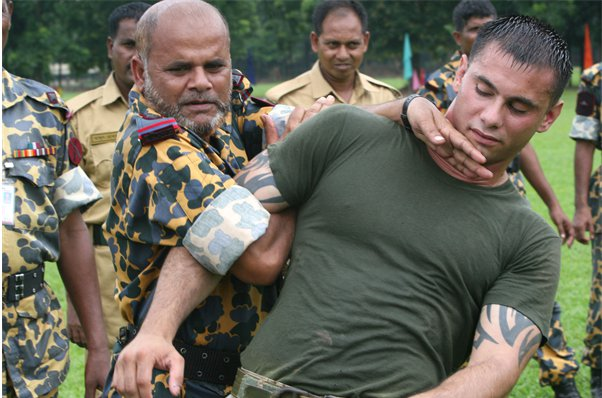
一名孟加拉国步枪队高级准尉（身穿黄绿相间的服装）在一场示范中对一名美军陆战队队员进行机械优势控制/保持。

身体上的自我防卫是使用身体力量来对抗直接的暴力威胁。这种力量可以是具有武装的，也可以是非武装性的。无论哪种情况，成功的机会取决于各种参数，一方面与威胁的严重程度有关，另一方面也与防御者的精神和身体准备有关。

### 没有武器的情况下
许多武术流派都是为了自卫而练习或包含自卫技术。有些风格主要用于自卫训练，而其他格斗运动则可以有效地应用于自卫。有些武术训练如何逃离刀或枪的情况或如何摆脱拳头，而另一些则训练如何攻击。 为了提供更实用的自卫，现在许多现代武术学校结合武术风格和技术，并且经常会根据个人参与者的情况定制自卫训练。

### 有武器的情况下
有多种不同类型的武器可以用于提升自我防御能力。最合适的方案取决于所提出的威胁、受害者以及防御者的经验。法律方面的限制在不同地区也有很大差异，并可极大程度上影响可供选择的自我防卫选项。